# Tcholliré
Tcholliré – miasto w Kamerunie, w Regionie Północnym, stolica departamentu Mayo-Rey. Liczy około 24,6 tys. mieszkańców.
W mieście znajduje się lokalne lotnisko.